# سرویس‌های اطلاعات اینترنتی
سرویس‌های اطلاعات اینترنتی (به انگلیسی: Internet Information Services) یا آی‌آی‌اس (به انگلیسی: IIS) (با نام پیشین سرور اطلاعات اینترنتی) یک سرور وب گسترش‌پذیر است که بدست مایکروسافت ساخته‌شده‌است و در خانوادهٔ ویندوز ان‌تی کار می‌کند. آی‌آی‌اس از HTTP ,HTTPS ,FTP ,FTPS ,SMTP و NNTP پشتیبانی می‌کند. آی‌آی‌اس از زمان ویندوز ان‌تی ۴٫۰ بخشی جدایی ناپذیر از خانوادهٔ ویندوز ان‌تی بوده‌است هر چند در برخی از نسخه‌ها مانند ویندوز اکس‌پی ویرایش خانگی وجود نداشته‌است.
به عنوان یک پلت فرم،IIS صفحات وب و سرویس‌های وب را به صورت یک درخواست توسط یک مرورگر یا یک برنامه دیگر دریافت می‌کند.